# Ivan Supek
Ivan Supek (8 de abril de 1915 – 5 de marzo de 2007) fue un físico croata, filósofo, escritor, autor de teatro, activista por la paz y humanista.

## Educación y años tempranos
Supek nació en Zagreb, Croacia (entonces Austria-Hungría). Durante sus días de instituto,  organizó una sección local de la Liga Juvenil Comunista de Yugoslavia en su escuela y fue miembro de dicha Liga hasta el Pacto Ribbentrop-Mólotov. En una ocasión, trajo en secreto un maletín a un hombre en Viena que resultó ser Josip Broz Tito. Después de acabar la escuela en Zagreb en 1934,  continuó su educación en Viena durante un breve periodo antes de mudarse a Zúrich a estudiar matemática, física, biología y filosofía. Cada vez más interesado en la física cuántica y sus consecuencias filosóficas,  se trasladó a Leipzig donde en 1940 obtuvo su PhD en física bajo la dirección de Werner Heisenberg. Trabajó en problemas de superconductividad, pero finalmente su tesis doctoral trató sobre conductividad eléctrica en metales a bajas temperaturas. En marzo de 1941 fue arrestado por la Gestapo por su implicación en actividades antifascistas y pasó meses en prisión. Sus profesores, Heisenberg, Hund y von Weizsäcker intervinieron para liberarle de prisión. Inmediatamente después de ser liberado, en vez de regresar a Leipzig, se trasladó al Estado Independiente de Croacia y se unió al movimiento partisano. 

## Actividad pública
Supek fue un defensor del desarme nuclear incondicional y total, habiendo advertido ya en 1944, catorce meses antes del bombardeo de Hiroshima, del peligro y abuso de la energía atómica.
En 1946 se convirtió en profesor de física teórica en la Universidad de Zagreb. Su contribución principal a la física fue el descubrimiento de la ecuación diferencial para la conductividad eléctrica a bajas temperaturas. En 1950 defendió la construcción del Instituto Ruđer Bošković en Zagreb, del que fue uno de sus fundadores. Fue expulsado del mismo en 1958 debido a su desacuerdo con la Comisión Federal Yugoslava para la Energía Nuclear y su oposición a participar en un proyecto para construir la bomba atómica (una idea de la que el mismo Josip Broz Tito tenía dudas y que fue posteriormente abandonada). Después de ello dejó de investigar activamente en física teórica y pasó a centrarse en la filosofía y la literatura.
En 1960 fue aceptado en la Academia Yugoslava de Ciencias y Artes (desde 1991 la Academia Croata de Ciencias y Artes) de la que fue presidente de 1991 a 1997. En 1968 fue elegido rector de la Universidad de Zagreb, sirviendo durante dos mandatos hasta 1972 en medio de los turbulentos tiempos de la Primavera croata. En 1960 fundó el Instituto para la Filosofía de la Ciencia y Paz, como sección de la Academia Yugoslava de Ciencias y Artes. El Instituto fue también un centro del movimiento de desarme nuclear y de la Conferencia Pugwash en Yugoslavia, de la cual fue uno de los fundadores y miembro de su Comité Permanente. En 1970 inició el Centro Interuniversitario en Dubrovnik (IUC). Fue también uno de los fundadores de World without the Bomb. Después de numerosas discusiones y desavenencias con el gobierno, fue apartado de la actividad pública en 1971 y fue puesto en una "lista negra" debido a su implicación en la Primavera croata.
En 1976 firmó la Declaración de Filadelfia-Dubrovnik, junto a Philip Noel-Baker, Ava Helen Pauling, Linus Pauling, Aurelio Peccei y Sophia Wadai. Participó en el Congreso de Filadelfia de Unidad Mundial en 1976. Formuló su famosos diez principios humanísticos, que han sido más o menos repetidos en cada cumbre de paz posterior. También estableció la Liga Internacional de Humanistas.

## Últimos años
Supek fue profesor visitante en numerosas universidades extranjeras. Se retiró en 1985, pero continuó su labor de humanista. Fundó una asociación de ciudadanos, Alijansa za treću Hrvatsku (Alianza para la tercera Croacia). Ha sido un crítico de la globalización y un proponente del movimiento por la justicia global. En 2002 fue elegido un miembro honorario de la Academia de Ciencias y Artes de Bosnia y Herzegovina.
Supek murió el 5 de marzo de 2007, en su casa en Zagreb, después de una larga enfermedad.
En 2007, poco después de su muerte, el "X. gimnazija" (10.º Gimnasio) de Zagreb fue rebautizado en su honor a X. Gimnazija "Ivan Supek. Fue también uno de los 24 croatas elegidos en el Paseo de la Fama croata.

## Controversia sobre la reunión Heisenberg – Bohr de 1941
En una de sus últimas entrevistas en marzo de 2006 Supek habló sobre la famosa y polémica reunión entre Werner Heisenberg y Niels Bohr en Copenhague en septiembre de 1941. Según Supek, la mujer de Bohr le habló confidencialmente sobre la reunión. En su entrevista, Supek afirmó que el líder de la reunión no fue Heisenberg ni Bohr sino Carl Friedrich von Weizsäcker. "Heisenberg y von Weizsäcker vinieron a Bohr con uniformes de ejército alemán. La idea de Von Weizsäcker, probablemente procedente de su padre, segundo de Ribbentrop, era persuadir a Bohr para mediar por una paz entre Gran Bretaña y Alemania."
A pesar de que Margrethe pensó Supek nunca haría públicos esos detalles, Supek sentía era su deber difundir "estos hechos de modo que las generaciones futuras pueden saber la verdad sobre la reunión Heisenberg – Bohr".

## Disputas con presidente Tuđman
Supek tuvo muchas disputas con el primer presidente de Croacia tras su independencia, Franjo Tuđman. En una carta abierta de 1997 leída en la televisión nacional y mandada a los principales periódicos, el presidente Tuđman acusó a Supek, entonces Presidente de la Academia de Artes y Ciencias, de conspirar para asesinarle después de que Supek criticara públicamente las políticas presidenciales y pidiera a Tuđman hacer públicas sus finanzas antes y después de la guerra. Siguiendo la publicación de la carta, Supek y su familia sufrieron numerosas amenazas de muerte.

## Obras literarias
Junto a su trabajo como científico y humanista, Supek escribió numerosas obras de teatro y novelas, con temas que abarcan filosofía, ciencia ficción y política. Su novela Proces stoljećun (El Proceso del Siglo) es sobre el proceso contra el físico Robert Oppenheimer. La academia croata recoge una lista de sus obras. En 1966 comenzó una revista, Encyclopedia moderna.
En sus numerosas obras, Supek desarrolló un visión sobre los valores de la libertad, responsabilidad y la democracia, integradas con su reflexiones científicas-filosóficas.